# Kořenec
Kořenec település Csehországban, a Blanskói járásban. Kořenec Okrouhlá, Šebetov, Horní Štěpánov, Knínice u Boskovic és Benešov településekkel határos. Lakosainak száma 372 fő (2024. január 1.).

## Népesség
A település lakosságának változását az alábbi diagram mutatja:
| Lakosok száma | 859  | 803  | 770  | 584  | 409  | 337  | 341  | 350  | 338  | 372  |
|               | 1869 | 1900 | 1921 | 1961 | 1980 | 2011 | 2016 | 2019 | 2021 | 2024 |